# كلوديا هاوسلر
كلوديا هاوسلر (بالألمانية: Claudia Lichtenberg)‏ (و. 1985  م) هي دراجة، من ألمانيا، ولدت في ميونخ، شاركت في طواف إيطاليا للنساء 2014، وركوب الدراجات في الألعاب الأولمبية الصيفية 2016.

## سباقات أو مراحل فاز بها
| التاريخ       | السباق                                                           | المركز                                                                                           |
| ------------- | ---------------------------------------------------------------- | ------------------------------------------------------------------------------------------------ |
| 24 يونيو 2006 | سباق الطريق للسيدات في بطولة ألمانيا 2006                        | الفائز في التصنيف العام                                                                          |
| 27 مايو 2007  | Tour de l'Aude Cycliste Féminin 2007                             |                                                                                                  |
| 02 يونيو 2007 | Coupe du monde cycliste féminine de Montréal 2007                | العاشر في التصنيف العام                                                                          |
| 01 يوليو 2007 | سباق الطريق للسيدات في بطولة ألمانيا 2007                        |                                                                                                  |
| 14 يوليو 2007 | طواف إيطاليا للسيدات 2007                                        | الخامس في تصنيف أفضل شاب                                                                         |
| 25 مايو 2008  | Tour de l'Aude Cycliste Féminin 2008                             | الأول في تصنيف أفضل شاب، السابع في التصنيف العام، الثامن في تصنيف الجبال                         |
| 22 يونيو 2008 | 2008 Giro del Trentino-Alto Adige-Südtirol                       |                                                                                                  |
| 13 يوليو 2008 | طواف إيطاليا للسيدات 2008                                        | الأول في تصنيف أفضل شاب، الثالث في التصنيف العام، الثالث في تصنيف الجبال، السادس في تصنيف النقاط |
| 22 أبريل 2009 | فليش والون للسيدات 2009                                          | الثالث في التصنيف العام                                                                          |
| 24 مايو 2009  | Tour de l'Aude Cycliste Féminin 2009                             | الفائز في التصنيف العام                                                                          |
| 14 يونيو 2009 | طواف الباسك للسيدات 2009                                         |                                                                                                  |
| 12 يوليو 2009 | طواف إيطاليا للسيدات 2009                                        | الفائز في التصنيف العام                                                                          |
| 13 يونيو 2010 | طواف الباسك للسيدات 2010                                         | الفائز في التصنيف العام                                                                          |
| 19 يونيو 2010 | 2010 Giro del Trentino-Alto Adige-Südtirol                       |                                                                                                  |
| 01 يناير 2011 | 2011 Giro della Toscana Int. Femminile – Memorial Michela Fanini |                                                                                                  |
| 01 يناير 2013 | 2013 Giro della Toscana Int. Femminile – Memorial Michela Fanini | الفائز في التصنيف العام                                                                          |
| 01 يناير 2013 | 2013 Joe Martin Stage Race Women                                 | الفائز في التصنيف العام                                                                          |
| 16 أغسطس 2014 | 2014 La Route de France                                          | الفائز في التصنيف العام                                                                          |
| 28 يونيو 2015 | سباق الطريق للسيدات في بطولة ألمانيا 2015                        |                                                                                                  |
| 15 أغسطس 2015 | 2015 La Route de France                                          |                                                                                                  |
| 19 يونيو 2016 | 2016 Giro del Trentino-Alto Adige-Südtirol                       |                                                                                                  |

## روابط خارجية
- كلوديا هاوسلر على موقع الاتحاد الدولي للدراجات (الإنجليزية)
- كلوديا هاوسلر على موقع أرشيف الدراجات (الإنجليزية)
- كلوديا هاوسلر على موقع إحصائيات الدراجات الإحترافية (الإنجليزية)
- كلوديا هاوسلر على موقع نسبة الدراجات (الإنجليزية)
- كلوديا هاوسلر على موقع CycleBase (الإنجليزية)
- كلوديا هاوسلر على موقع اللجنة الأولمبية الدولية (الإنجليزية)
- كلوديا هاوسلر على موقع أوليمبيديا (الإنجليزية)
- كلوديا هاوسلر على موقع اللجنة الأولمبية الألمانية (الألمانية)
- كلوديا هاوسلر على موقع اللجنة الأولمبية الألمانية (الألمانية)